# Saskia Kouwenberg

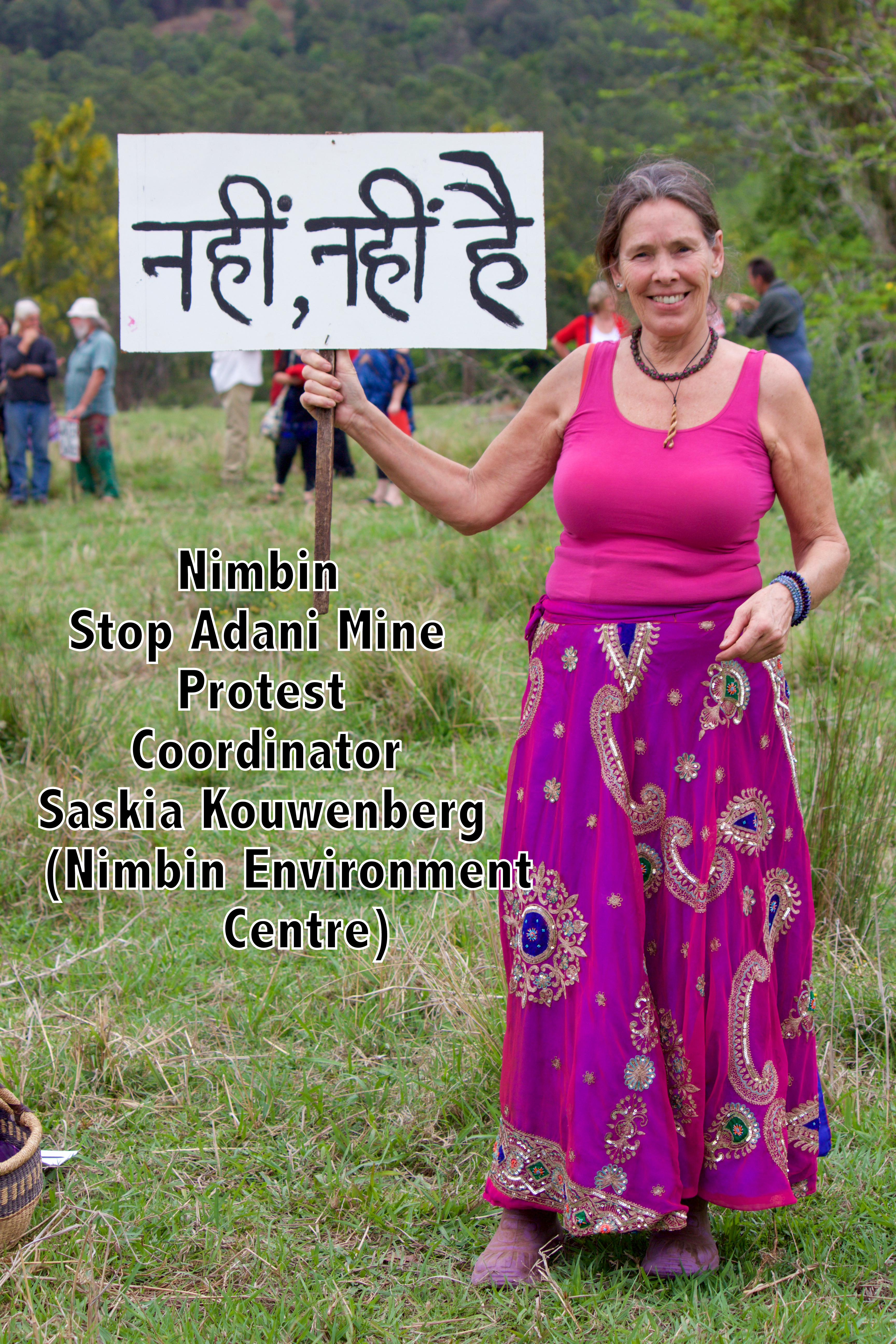
Saskia Kouwenberg (2017)

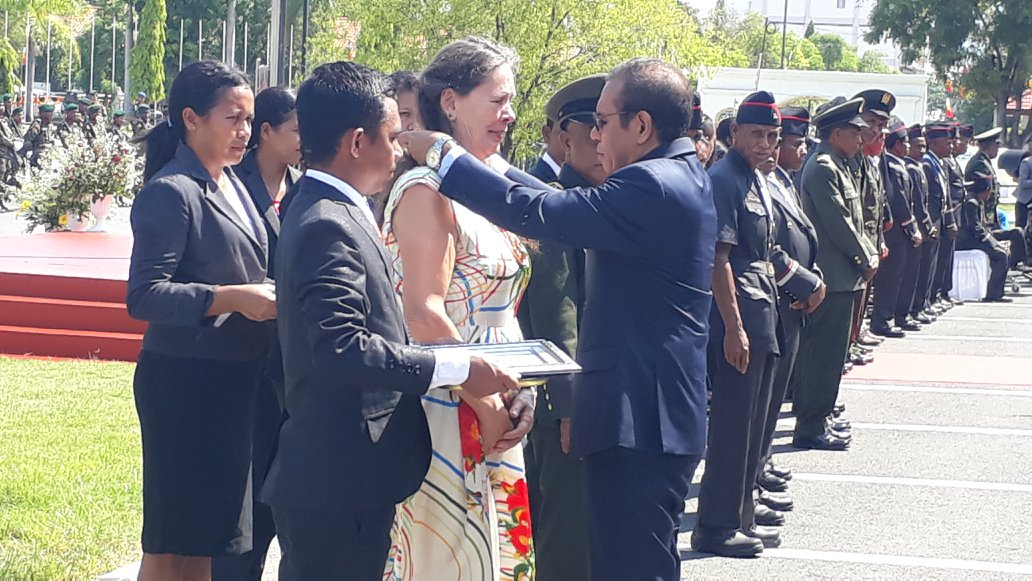
Saskia Kouwenberg erhält von Taur Matan Ruak den Ordem de Timor-Leste (2019)

Saskia Kouwenberg ist eine niederländische unabhängige Menschenrechtsaktivistin und Journalistin, mit Wohnsitz in Australien. Sie engagierte sich für verschiedene Themen, wie die Landrechte von Ureinwohnern, über die Unabhängigkeit Osttimors und der Südmolukken bis hin zu Anti-Atom-, Anti-Imperialist- und Antikriegsaktionen. Dabei arbeitete sie zusammen mit Amnesty International, den Vereinten Nationen und den nationalen Unabhängigkeitsbewegungen Osttimors und der Südmolukken. Kouwenberg organisierte Treffen für Vermittlungen, drang aber auch in Militärbasen ein, um für ihre Ziele zu protestieren. Als eine der 1000 PeaceWomen wurde sie 2005 für den Friedensnobelpreis vorgeschlagen.

## Werdegang
Kouwenberg wuchs in Zundert, einem Dorf in Nordbrabant auf. Ihre Eltern waren Gemüsehändler. Bereits zu ihrem zwölften Geburtstag sagte Kouwenberg, sie wolle Friedensaktivistin werden, wenn sie groß ist. Mit 19 Jahren ging sie auf Weltreise und kam als Hippie zurück. Vor allem ihre Erlebnisse in Indien und Afghanistan ließen sie ihre bisher bürgerlich geprägte Ansichten überdenken. Sie sah sich nun als Weltbürgerin und wollte gegen Armut und Ungerechtigkeit kämpfen. In den frühen 1980er-Jahren demonstrierte sie in Amsterdam gegen Marschflugkörper. Sie half beim Aufbau des Friedenslagers außerhalb der NATO-Militärbasis in Volkel und drehte von Neuseeland aus einen Dokumentarfilm über Atomtests. Kouwenberg hatte zuvor bereits im Filmgeschäft gearbeitet. Zu dieser Zeit begann sie sich auch für die Landrechte von indigenen Völkern zu engagieren.
Da Kouwenbergs Vater für die Niederlande in Indonesien gekämpft hatte, wurde die niederländische Schuld aus der Kolonialgeschichte eines ihrer Hauptthemen. Daraufhin wurde sie von Molukkern gebeten, sich mit einer Delegation in der Region ein Bild von den interreligiösen Konflikten zu machen. Am 12. November 1991 kam es in Dili, der Hauptstadt des von Indonesien seit 1975 besetzten Osttimors zum Santa-Cruz-Massaker. Dem britischen Kameramann Max Stahl gelang es, das Geschehen aufzunehmen. Bei dem Massaker wurde auch ein Freund von Kouwenberg getötet. Kouwenberg schmuggelte den Film in ihrer Unterwäsche von Dili, über Jakarta in die Niederlande. Der Film ließ die Sympathien der Weltöffentlichkeit auf die Seite der Osttimoresen umschwenken. Weltweit entstanden Solidaritätsbewegungen, wie das East Timor Action Network.
Am 12. April 2017 zeichnete Taur Matan Ruak, der Präsident des inzwischen unabhängigen Osttimors, Kouwenberg  mit der Medaille des Ordem de Timor-Leste aus. Die feierliche Verleihung fand am 28. November 2019 statt. Am 10. September erhielt Kouwenberg den Volkspreis für Solidarität (tetum Premiu Solidariedade Popular Timor-Leste) vom Volkskomitee der Solidaritätskonferent in Dili. Den Preis überreichte Schwester Maria de Lourdes Martins Cruz und der Präsident des Komitees 12. November Gregório Saldanha.